# 绍莱斯

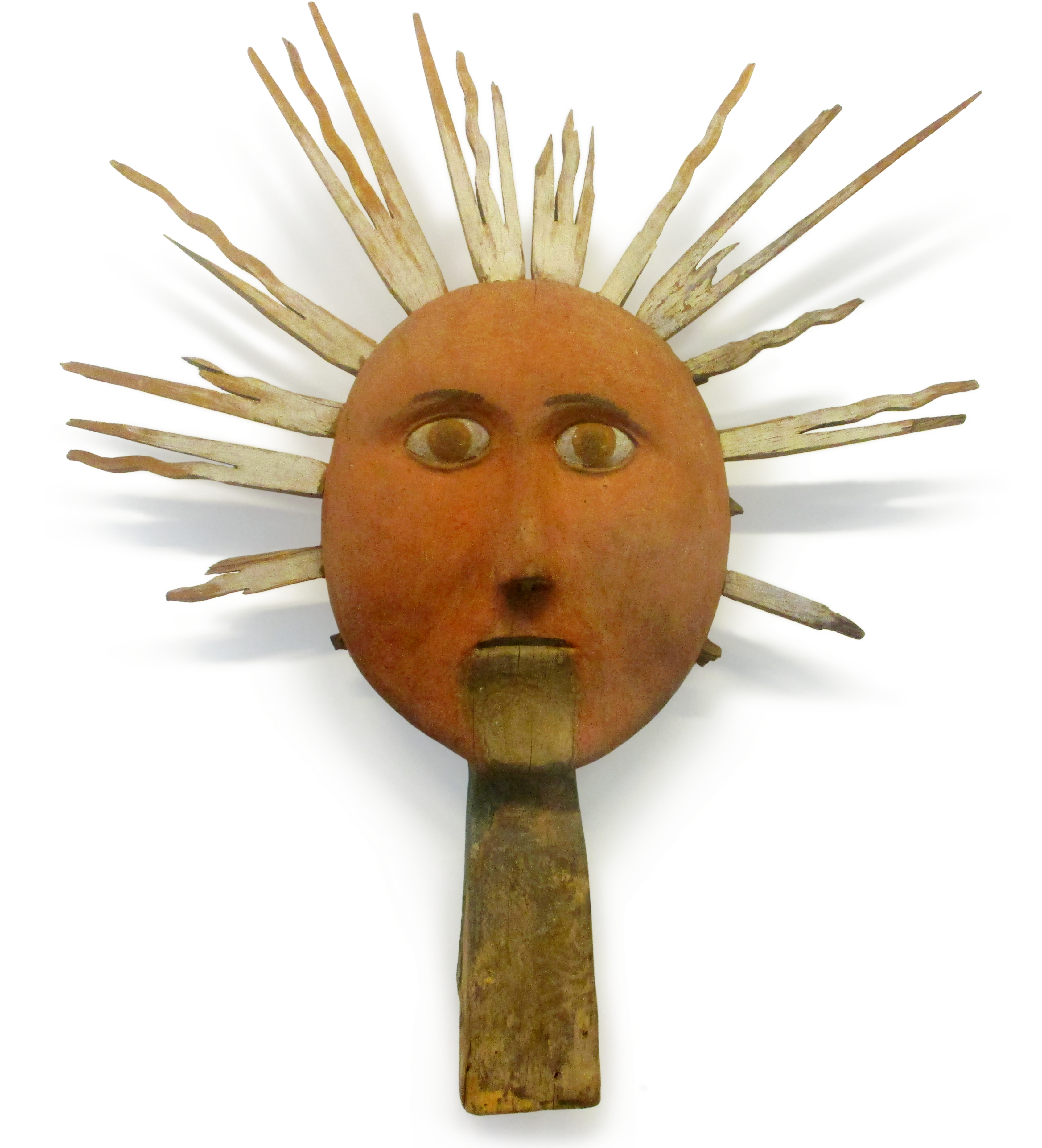
19世纪在农村仪式中使用的太阳神偶像.

绍莱斯是的波罗的海地区神话中的太阳神，立陶宛和拉脱维亚神话中被看作是一位女神。Saulė/Saule 也就是立陶宛和拉脱维亚语言中太阳的惯用名称，且起源于原波罗的海名称*Sauliā >*Saulē。

## 形象
绍莱斯是一位最强大的神，是生命、生育、温暖和健康女神。也是不幸者，尤其是孤儿的守护神。立陶宛和拉脱维亚“天下”(pasaulis 和 pasaule)一词的意思就是“太阳下的某一地方”。
绍莱斯是立陶宛神话资料中被最早提到的神祇之一。据约翰·马拉拉斯的《编年史》斯拉夫语译本(1261年)，一位强大的铁匠捷利亚维里(Teliavelis)制造了太阳，并把它扔到天上。传教士耶罗尼摩·简·西拉普拉日斯基(Jeronim Jan Silvanus Prazsky ，约公元1369至1440年)花了三年时间试图推行立陶宛基督教化。后来讲述一个关于绑架绍莱斯神话。她被强大的国王关在一座塔中，十二宫使用一把巨大的大锤获救她。耶罗尼摩·简·西拉普拉日斯基发誓说，他亲眼目睹了该锤，它受到当地人的崇拜。

## 家庭
绍莱斯与月神墨涅斯/墨努利斯(Mēnuo/Mēness)是一对夫妻。但墨努奥又爱上金星女神阿乌什拉(Aušrinė)。对他的不忠，雷神佩尔孔纳(Perkūnas)惩罚了墨努奥。有关这一点有二种不同的说法。其中之一是:墨努奥被劈为两半，但他并没吸取教训而改正错误，因此，这一惩罚每月都要重复。另二种说法称，墨努奥与绍莱斯离了婚，但两人都希望可以看到自己的女儿-大地女神热米纳或泽米娜(Žemyna)。这就是为什么太阳在白天照耀，而月亮在晚上出现的原因。第三种说法声称墨努奥的脸被至高神季耶瓦斯(Dievas)或绍莱斯毁容。
在其他神话传说中，阿乌什拉被说成是绍莱斯女儿和仆人。阿乌什拉每天为她点亮火把以准备第二天的天空旅程。晚上暮星瓦卡里涅(Vakarinė)为绍莱斯铺床。在立陶宛神话中绍莱斯是木星塞丽雅(Sėlija)、土星因多雅(Indraja)、火星切尔兹德烈(Žiezdrė)和水星瓦伊沃拉(Vaivora)的母亲。

## 节日
绍莱斯的节庆是在夏至。在立陶宛是约尼内斯节（被基督教演变圣乔纳斯节）和拉脱维亚是里戈节（LIGO，演变为贾尼节），在这一天人们祈求万物生长繁茂，保佑田间庄稼和牲畜免遭魔怪和女巫的侵害。这一天万民狂欢，所以在古老的歌中“里戈”一词被解释为快乐之神的名字。这一天，家家户户用花草装饰，大家围绕篝火跳舞，并跨越火堆，以迎接次日清晨4点许升起的太阳。这是最欢乐的传统节日。冬至节庆主要是迎接绍莱斯的归来。